# Bilanzkreis
Ein Bilanzkreis ist ein virtuelles Energiemengenkonto für Strom und Gas. Der Bilanzkreis stellt die Verbindung zwischen der virtuellen Welt des Strom- und Gashandels und der physischen Welt der Energielieferung und der Netzstabilität her. Mit Hilfe der Bilanzkreise wird sichergestellt, dass nur genau die Energie verkauft oder geliefert werden kann, die produziert oder gefördert wurde und dass jeder Energielieferant seine Mengen auch exakt an den Energiemärkten oder über eigene Erzeugung bzw. Förderung beschafft hat. 
Das Bilanzkreismanagement Strom stellt somit sicher, dass Stromabnahme und Stromerzeugung innerhalb der Regelzone für den Folgetag in jeder Viertelstunde übereinstimmen. Beim Bilanzkreismanagement Gas wird nur auf stündlicher Basis bilanziert.

## Funktionsweise
Das Bilanzkreiskonto wird für den Bilanzkreisverantwortlichen (BKV) für den Strommarkt beim Übertragungsnetzbetreiber (ÜNB) und für den Gasmarkt beim Marktgebietsverantwortlichen (MGV) geführt. Voraussetzung ist ein standardisierter Bilanzkreisvertrag zwischen diesen Parteien. Ein BKV ist beispielsweise ein Energieversorgungsunternehmen, das Endkunden beliefert, ein Kraftwerksbetreiber, der erzeugte Energiemengen vermarktet oder ein Gasimporteur. Lieferanten und Einspeiser sind im Rahmen des Lieferantenrahmenvertrages mit dem Verteilnetzbetreiber verpflichtet, die von ihnen belieferten Verbraucher und ihre Einspeisepunkte (z. B. eigene Kraftwerke) einem Bilanzkreis zuzuordnen. Jeder Bilanzkreisverantwortliche wiederum ist dem ÜNB bzw. MGV verpflichtet, seinen Bilanzkreis ausgeglichen zu halten. Damit der Bilanzkreis für den Folgetag ausgeglichen ist, muss auf Basis der Prognosen für jede Viertelstunde bei Strom bzw. für den Gastag (6:00 Uhr bis 6:00 Uhr des darauffolgenden Tags) gelten:
Summe Einspeisungen + Summe Käufe = Summe Verkäufe + Summe Ausspeisungen
Um dem ÜNB nachzuweisen, dass der eigene Bilanzkreis ausgeglichen ist, muss der BKV für alle seinem Bilanzkreis zugeordneten Einspeise- und Entnahmestellen täglich eine Lastprognose erstellen. Auf Basis der Prognose ist er verpflichtet, dem Übertragungsnetzbetreiber/Marktgebietsverantwortlichen in einem regulatorisch vorgegebenen Datenaustauschprozess täglich für den Folgetag auf viertelstündlicher Basis (Strom) bzw. auf Stunden- oder Tagesbasis (Gas) alle Entnahmen, Einspeisungen und Lieferungen von und an seinen Bilanzkreis zu melden. Für dem Bilanzkreis zugeordnete Energieverbraucher und Energieeinspeiser ohne registrierende Leistungsmessung erfolgen Meldungen und Ausgleich des Bilanzkreises auf Basis von Standardlastprofilen. Energiehandelsgeschäfte stellen Lieferungen von Bilanzkreis an Bilanzkreis dar. Der Übertragungsnetzbetreiber/Marktgebietsverantwortliche prüft, ob Energiehandelsgeschäfte von beiden Parteien gleich (gespiegelt) gemeldet werden. Zusätzlich prüft der ÜNB, ob alle Bilanzkreise auf Basis von Prognosedaten ausgeglichen sind.
Der Bilanzkreis ist weiterhin die Basis für die Verrechnung von Ausgleichsenergie für die dem Bilanzkreis zugeordnete Prognoseabweichung.
Im Strommarkt muss für jede der vier Regelzonen und im Gasmarkt für das Marktgebiet ein Bilanzkreis beantragt werden.
Unter Bilanzkreismanagement versteht man alle Aufgaben, die mit dem Verwalten und Bewirtschaften eines solchen Bilanzkreises verbunden sind.

## Bilanzkreismanagement
Der Begriff Bilanzkreismanagement beinhaltet gemäß den relevanten Leitfäden des BDEW in der Regel folgende Aufgabengebiete:
- Die Übermittlung der Lastprognose von Verbrauchern, des Einsatzfahrplans von Kraftwerken, Einspeisung von Speichern usw. sowie der Mengendaten von Energiehandelsgeschäften in Form von sogenannten Fahrplänen an den Übertragungsnetzbetreiber. Diese Tätigkeit findet in der Regel täglich für den Folgetag statt.[5]
- die Ermittlung der tatsächlich stattgefundenen Verbräuche, aufgeteilt auf unterschiedliche Verbrauchergruppen durch den Verteilnetzbetreiber
- die Abrechnung der zum Ausgleich zwischen tatsächlichen Verbräuchen und Einspeisungen aufgewendeten Ausgleichsenergie durch den Übertragungsnetzbetreiber an die BKV.[6]
- Das Abschließen und die Verwaltung der Verträge zwischen BKV, Übertragungsnetzbetreibern und Verteilnetzbetreibern.

Die Dienstleistung Bilanzkreismanagement für einen Lieferanten durch ein anderes Unternehmen beinhaltet im Allgemeinen:
- Die Übernahme der Zählpunkte des Lieferanten in den Bilanzkreis (z. B. Subbilanzkonto (Gas)) des Dienstleistungsunternehmens
- Die Durchführung der Prognose für diese Zählpunkte
- Die Übernahme der Meldeprozesse an den ÜNB bzw. MGV (Fahrplananmeldung bzw. Nominierung)
- Die Prüfung der Bilanzkreisabweichung und der Bilanzkreisabrechnung

## Rechtliche und regulatorische Grundlagen
Im deutschen Strommarkt sind Regeln, nach denen alle Marktteilnehmer zu verfahren haben, in den Marktregeln für die Durchführung der Bilanzkreisabrechnung Strom (MaBiS) festgelegt. Die wesentlichen Vorgaben für das Bilanzkreismanagements Gas sind in der jeweils aktuellen Fassung der Kooperationsvereinbarung Gas mit ihren zahlreichen Anlagen festgeschrieben.
Die Organisation der Strom- und Gasmärkte ist europaweit ähnlich, und an der Harmonisierung der Marktregeln wird beständig gearbeitet. Europäische Leitlinie für die Organisation des Bilanzkreismanagements ist der Network Code on Electricity Balancing (EB) des ENTSO (Strom). Das Europäische Netz der Übertragungsnetzbetreiber (Strom) ist der Zusammenschluss der europäischen Übertragungsnetzbetreiber.

## Unterschiede zwischen Strom- und Gasbilanzierung
Im Wesentlichen entsprechen die Rollen Übertragungsnetzbetreiber (ÜNB), Verteilnetzbetreiber (VNB) und Bilanzkreisverantwortlicher (BKV) in der Stromwirtschaft den Rollen Marktgebietsverantwortlicher (MGV), Ein- und Ausspeisenetzbetreiber (ANB und ENB) und Bilanzkreisverantwortlicher (BKV) in der Gaswirtschaft.
Für die Messung von Verbrauchsdaten sind die Verteilnetzbetreiber bzw. die Ausspeisenetzbetreiber zuständig, sofern sie diese Aufgabe nicht an andere Parteien delegiert haben. Die für die Bilanzierung anzuwendenden Istwerte heißen in der Gaswirtschaft Allokation. In der Stromwirtschaft sind die Istwerte für Zählpunkte ohne registrierende Leistungsmessung für die Bilanzierung durch Standardlastprofile vorgegeben. In der Gaswirtschaft ist dies im Prinzip auch so, allerdings sind hier die Standardlastprofile temperaturabhängig und die anzuwendende Wetterstation ist Teil der Stammdaten. Weiterhin wird die Ermittlung des Allokationswertes für Standardlastprofile Gas für den Folgetag auf Basis der geltenden Temperaturprognose jeweils durch den ANB vorgenommen und dem Bilanzkreisverantwortlichen gemeldet.
In der Praxis ist die Gasbilanzierung deutlich komplizierter als die Strombilanzierung. Die Gründe dafür sind unter anderem:
- starke Temperaturabhängigkeit des Gasverbrauchs, damit verbunden temperaturabhängige Standardlastprofile
- der Energiegehalt verbrauchten Gases ist nicht direkt messbar, die Umrechnung von Volumen in MWh führt zu einem Unterschied zwischen ex-ante vorgegebenem Bilanzierungsbrennwert und ex-post ermitteltem Abrechnungsbrennwert (siehe Zustandszahl)
- unterschiedliche Gasqualitäten (H-Gas und L-Gas) mit unterschiedlichem Brennwert werden bilanziell konvertiert, wobei entstehende Kosten aus der Qualitätsabweichung mit Konvertierungsentgelten verrechnet werden
- diverse Umlagen werden dem Bilanzkreisverantwortlichen für RLM-Ausspeisung, SLP-Ausspeisung und Einspeisung zusätzlich in Rechnung gestellt (RLM-Bilanzierungsumlage, SLP-Bilanzierungsumlage, Konvertierungsumlage)

## Ausgleichsenergieverrechnung
Bilanzkreisabweichungen werden sowohl in der Strombilanzierung als auch in der Gasbilanzierung als Ausgleichsenergie verrechnet. Im Ausgleichsmarkt Strom gelten symmetrische Ausgleichsenergiepreise. Das bedeutet, dass ein Bilanzkreis, der in einer gegebenen Viertelstunde überdeckt war, genau denselben Preis vergütet bekommt (so dieser positiv ist), den ein anderer Bilanzkreis, der in derselben Viertelstunde unterdeckt war, verrechnet bekommt. Ausgleichsenergiepreise Gas sind unsymmetrisch. Allerdings fällt Ausgleichsenergie hier nur für Abweichungen in Gastagsgranularität an. Zusätzlich gilt in der Gasbilanzierung ein untertägiges (d. h. in kleineren Zeitintervallen als der Dauer eines Tages) Anreizsystem über sogenannte „Flexibilitätskosten“. Dabei wird für gemessene Ausspeisestellen (RLM) eine Toleranz in Höhe von 7,5 % der Ausspeisemenge für den Gastag gewährt. Die Erhebung von Flexibilitätskosten ist an die Bedingung geknüpft, dass für den entsprechenden Gastag positive und negative Regelenergie in Anspruch genommen wurde. Somit werden dem Marktteilnehmer nur selten Flexibilitätskosten in Rechnung gestellt.
Der Saldo der Ausgleichsenergie über alle Bilanzkreise hat Einfluss auf den Regelenergiebedarf. Der Regelenergiebedarf wird bei Gas durch interne Regelenergie (z. B. Netzpuffer) und bei Gas und Strom durch externe Regelenergie (Ein- und Verkäufe von Strom und Gas durch den ÜNB/MGV) gedeckt. Besonders in der Stromwirtschaft kann der Regelbedarf der ÜNB größer sein, als aus dem Saldo der Ausgleichsenergie ersichtlich ist, da Netzengpässe dazu führen können, dass in einem Teil des Netzes positive, in einem anderen negative Regelenergie erforderlich ist. Regelleistungskosten, die nicht über Ausgleichsenergiepreise weiterverrechnet werden können, werden über die Netzentgelte umgelegt.